# Suhlesturm

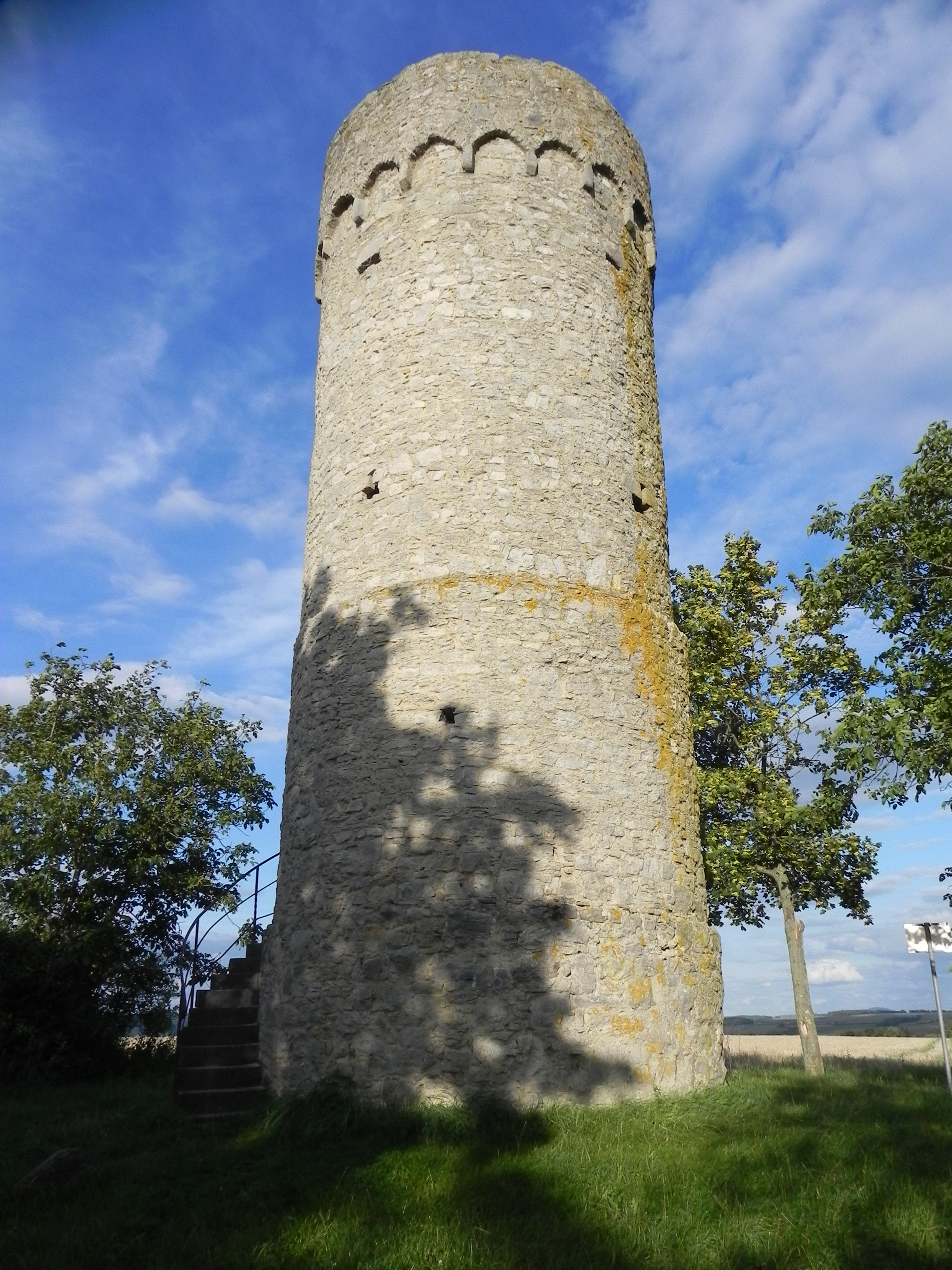
Suhlesturm

Der Suhlesturm (früher: Suleßturn oder Sulis-Thurn) ist ein Wartturm etwa zwei Kilometer westlich von Mellrichstadt auf etwa 375 m ü. NN  im unterfränkischen Landkreis Rhön-Grabfeld.

## Aufbau und Geschichte
Der Suhlesturm ist ein 12 Meter hoher Rundturm. Von außen führen 28 Stufen zum alten Eingang des Turms in 5 Metern Höhe. Innen führen zwei Leitern mit insgesamt 23 Leitersprossen zur etwa 11 Meter hoch gelegenen Plattform. Im Großen und Ganzen ähnelt er den anderen Warttürmen in der Vorderen Rhön. Seine Besonderheit im Bau hat er dadurch, dass seine Krone Bögen zieren, was ihn dadurch einzigartig in der Umgebung macht.
Auch stand vor dem jetzigen Bau aus dem 15. Jahrhundert ein hölzerner Vorgängerbau aus dem 13. Jahrhundert. Noch zu Beginn des 20. Jahrhunderts fanden sich Reste einer steinernen Mauer um den Turm, die heute nur noch im Ansatz zu erkennen ist. In letzter Zeit wurde er wie viele andere restauriert und der Öffentlichkeit zugänglich gemacht. Der Rundumblick umfasst große Teile des Grabfeldes und der umgebenden Höhenzüge wie Rhön, Gleichberge und Haßberge.
Heute finden vor allem in der Sommerzeit viele Partys von Jugendlichen statt. Neben Abschlussfeiern von etlichen Schulklassen finden auch andere zur Tradition gewordene Feste statt, die vor allem den Landwirten aber auch den Anwohnern ein Dorn im Auge sind.